# マイケル・レイ・リチャードソン
マイケル・レイ・リチャードソン (Micheal Ray Richardson, 1955年4月11日 - ) は、アメリカ合衆国の元プロバスケットボール選手、指導者。身長196cm、体重86kg。ポジションはガード。NBAのニューヨーク・ニックスなどで活躍した。
オールスターに4度選ばれた好選手だったが、薬物規定違反により1986年にリーグを追放された。その後は米セミプロリーグやヨーロッパのプロリーグでプレーした。

## 経歴

### 生い立ちと学生時代
リチャードソンはテキサス州ラボックで生れた。進学したコロラド州デンバーのマニュアル高校は州屈指の強豪校であり、彼は当初目立った選手ではなかったが学年が上がるにつれて頭角を現した。高校卒業後、リチャードソンはリクルートを受けモンタナ大学に進学した。1年次にはNCAAトーナメントでベスト16に進んだが、これは今なお学校史上最高戦績となっている。2年次以降はチームのエースとして活躍し、3年連続でカンファレンスのオール1stチームに選ばれた。大学通算1,827得点は学校史上2位、372アシストは同3位であり、1試合40得点及びシーズン平均24.2得点の学校記録も樹立している。

### NBAキャリア
大学卒業後、リチャードソンは1978年のNBAドラフトにおいて全体4位でニューヨーク・ニックスから指名を受け入団した。2年目の1979-80シーズンに先発に定着すると、いずれもキャリアハイの平均10.1アシスト3.23スティールを記録し、史上3人目となるアシスト王とスティール王の同時受賞を達成した。またこの年からオールスターに3年連続、オールディフェンシブ1stチームに2年連続で選ばれている。
1982年、リチャードソンはバーナード・キングとの交換でゴールデンステート・ウォリアーズにトレードされた。1982-83シーズンはウォリアーズでわずか33試合に出場した後、再びニュージャージー・ネッツに移籍し、そこでシーズンの残りをプレーした。なお、このシーズンは平均2.84スティールで2度目のスティール王を獲得している。
翌1983-84シーズンは48試合の出場に留まったが、ネッツはプレーオフ1回戦で前年王者のフィラデルフィア・76ersを破る大金星をあげた。リチャードソンはシリーズ最終戦で24得点6スティールを記録する大活躍を見せた。
ネッツで3年目となる1984-85シーズン、リチャードソンは全82試合に出場し、キャリアハイの平均20.1得点に加えて2.96スティールで自身3度目のスティール王に輝いた。完全復活を果たしたリチャードソンはカムバック賞を受賞し、オールスターにも3年ぶりに復帰した。
1985-86シーズン終了後、リチャードソンは薬物検査で陽性反応を示した。自身3度目の薬物規定違反であったことから、NBAコミッショナーのデビッド・スターンはリチャードソンをリーグから永久追放することを決定した。その後1988年に処分は解かれたが、リチャードソンが再びNBAでプレーすることはなかった。
NBAでの成績は556試合に出場して通算8,253得点3,899アシスト1,463スティール（平均14.8得点7.0アシスト2.63スティール）であった。キャリア平均2.63スティールはアルヴィン・ロバートソンに次ぐ史上2位の記録である。

### その後
NBAを離れた直後、リチャードソンは国内セミプロリーグのUSBLやCBAでプレーした。その後1988年にヨーロッパに渡り、イタリアやフランスなどのプロリーグで現役を続けた。1990年にはFIBAサポルタ・カップで優勝して得点王を獲得し、1995年にはフランスのリーグ・ナショナル・バスケットボールでも優勝を経験している。2002年に47歳で現役を引退した。

### コーチングキャリア
リチャードソンは2004年にCBAでヘッドコーチに就任した。2008年・2009年には所属チームをリーグ2連覇に導いている。その後カナダのプロリーグNBLに移り、2012年・2013年と2年連続でリーグ優勝及び年間最優秀コーチ賞受賞を達成した。

## 人物・エピソード
- 自らが永久追放処分を受けたことについて、クリス・マリンが何度もアルコール問題を起こしながら処分されなかったことを引き合いに出し、自身が黒人でマリンが白人であるために明らかな処遇差が生じていると批判した。
- 幼くして父親を亡くしたリチャードソンにとって、モンタナ大学の最初の2年間で指導を受けたコーチのジャッド・ヒースコートはそれに代わる存在であった。ヒースコートがミシガン州立大学のヘッドコーチに就任することを知った際は、涙を流しながらモンタナ大学に留まるよう訴えたという。
- 1981年のプレーオフ1回戦で敗退した後、ニックスはレイ・ウィリアムズとマイク・グレンの両名をトレードで放出した。2人と親しかったリチャードソンは大きく落胆し、これがきっかけとなって薬物の使用量が増えていったという。
- 2000年、NBAエンターテインメントはリチャードソンの半生を追ったドキュメンタリー『Whatever Happened to Micheal Ray?』を公開した。
- 2001年にモンタナ大学スポーツ殿堂入りを果たした。
- CBAでヘッドコーチを務めていた2007年、新聞社のインタビューで「ユダヤ人は世界中で嫌われているので狡猾だ」と発言した。これを受けてCBAはリチャードソンを残り試合出場停止処分とした。また試合中に自分に野次を浴びせた観客に対し、同性愛者を差別する言葉を使ったとも報じられた。これについて、一部のスポーツライターはリチャードソンの妻と娘がユダヤ人であることを指摘し、彼が真の反ユダヤ主義者ではないとした。また、インタビューの録音音声を公開しなかった新聞社の行動にも疑問が呈された。報道を受けてNBAコミッショナーのデビッド・スターンもリチャードソンを支持するコメントを出し、リチャードソンの一連の発言は不適切かつ無神経であると認めつつも、彼が反ユダヤ主義者でないことは明白だとした。また他の識者は、報道は一部の発言を切り取ったものであり、実際は彼のユダヤ人に対する率直な見解を語ったに過ぎず、処分には当たらないとする考えを示した。
- コーチ退任後は、ネッツ時代のチームメイトで親友のオーティス・バードソングとともにユース向けのバスケットボールクリニックを主催している。
- 息子のアミール・リチャードソン（英語版）はプロサッカー選手で、2024年現在フランスのスタッド・ランスに所属している。なお、代表はアメリカではなく、母方のモロッコを選択。

## 個人成績

### NBA

#### レギュラーシーズン
| Season       | Team         | GP  | GS  | MPG  | FG%  | 3P%  | FT%  | RPG | APG   | SPG  | BPG | PPG  |
| ------------ | ------------ | --- | --- | ---- | ---- | ---- | ---- | --- | ----- | ---- | --- | ---- |
| 1978-79      | NYK          | 72  | -   | 16.9 | .414 | -    | .539 | 3.2 | 3.0   | 1.4  | .3  | 6.5  |
| 1979-80      | NYK          | 82  | -   | 37.3 | .472 | .245 | .660 | 6.6 | 10.1* | 3.2* | .4  | 15.3 |
| 1980-81      | NYK          | 79  | -   | 40.2 | .469 | .225 | .663 | 6.9 | 7.9   | 2.9  | .4  | 16.4 |
| 1981-82      | NYK          | 82  | 79  | 37.1 | .461 | .188 | .700 | 6.9 | 7.0   | 2.6  | .5  | 17.9 |
| 1982-83      | GSW          | 33  | 25  | 32.5 | .412 | .129 | .632 | 4.4 | 7.4   | 3.1* | .3  | 12.5 |
| 1982-83      | NJN          | 31  | 26  | 32.3 | .438 | .200 | .671 | 4.8 | 6.0   | 2.6  | .5  | 12.7 |
| 1983-84      | NJN          | 48  | 25  | 26.8 | .460 | .241 | .704 | 3.6 | 4.5   | 2.1  | .4  | 12.0 |
| 1984-85      | NJN          | 82  | 82  | 38.1 | .469 | .252 | .767 | 5.6 | 8.2   | 3.0* | .3  | 20.1 |
| 1985-86      | NJN          | 47  | 39  | 34.1 | .448 | .148 | .788 | 5.3 | 7.2   | 2.7  | .2  | 15.7 |
| 通算         | 通算         | 556 | 276 | 33.4 | .457 | .220 | .690 | 5.5 | 7.0   | 2.6  | .4  | 14.8 |
| オールスター | オールスター | 4   | 0   | 17.5 | .469 | .000 | .500 | 2.5 | 2.5   | 2.3  | .0  | 8.0  |

#### プレーオフ
| Year | Team | GP | GS | MPG  | FG%  | 3P%  | FT%  | RPG | APG  | SPG | BPG | PPG  |
| ---- | ---- | -- | -- | ---- | ---- | ---- | ---- | --- | ---- | --- | --- | ---- |
| 1981 | NYK  | 2  | -  | 43.0 | .242 | .000 | .583 | 9.5 | 5.5  | 3.5 | .0  | 11.5 |
| 1983 | NJN  | 2  | -  | 29.0 | .381 | .000 | .600 | 4.0 | 2.5  | 2.5 | .0  | 9.5  |
| 1984 | NJN  | 11 | -  | 40.3 | .408 | .273 | .732 | 4.9 | 7.2  | 3.1 | .4  | 16.8 |
| 1985 | NJN  | 3  | 3  | 41.7 | .404 | .000 | .643 | 6.0 | 11.3 | 1.3 | .0  | 18.3 |
| 通算 | 通算 | 18 | 3  | 39.6 | .386 | .207 | .690 | 5.5 | 7.2  | 2.8 | .2  | 15.7 |